# Hans Schukowitz
Hans Schukowitz, auch Johann Schukowitz (* 5. August 1863 in Mannersdorf an der March; † 11. Dezember 1922 in Graz) war ein österreichischer Schriftsteller, der unter dem Pseudonym Hans von der March schrieb.
Schukowitz studierte an der Universität Wien Kunstgeschichte und Germanistik und promovierte 1890. Im Jahr 1895 trat er als Bibliothekar in die Universitätsbibliothek Graz ein, wo er später Direktor-Stellvertreter war.
Im Jahr 1953 wurde in Wien-Donaustadt (22. Bezirk) die Schukowitzgasse nach ihm benannt.

## Werke
- Der Mythen- und Sagenschatz des Marchfeldes. 1898
- Amulettenkultus. 1900
- Das Kellerrecht. 1901
- Pariser Zick-Zack. Leoben 1909